# El Jadida
El Jadida er en by i det vestlige Marokko i regionen Casablanca-Settat, med et indbyggertal (pr. 2004) på cirka 144.000. Byen er hovedstad i en region af samme navn, og ligger ved kysten til Atlanterhavet.